# Пунсо
Пунсо (кор. 분서왕, 汾西王, Bunseo-wang, Punsŏ-wang) — корейський ван, десятий правитель держави Пекче періоду Трьох держав.

## Походження
Був старшим сином вана Чхеккє. Зійшов на трон після вбивства батька 298 року. «Самгук Сагі» зазначає, що він був улюбленцем батька та з юних років виявляв сміливість і відданість традиціям.

## Правління
Пунсо продовжив війну проти китайців, які вбили його батька. 304 року він захопив західний регіон Лелану. Після того, як стверджує «Самгук Сагі», губернатор Лелану підіслав до Пунсо вбивцю, який його отруїв.

## Спадкування
Смерть Пунсо призвела до повернення на трон лінії нащадків засновника Пекче, вана Онджо. Та лінія вже не поступалась владою до самого занепаду держави, якщо не враховувати нетривале правління сина Пунсо, Кє.